# Buenavista (Tarragona)
Buenavista es un barrio del municipio de la ciudad de Tarragona. En 2013 contaba con una población de 8928 personas. Tiene exactamente 29 calles y dentro de él hay una pequeña barriada llamada "Barrio de Buenos Aires"

## Historia
Bonavista  nació en 1959 como barrio del municipio de La Canonja pero en 1964, con la fusión de este municipio con Tarragona, pasó a ser un barrio de Tarragona. Se edificó con la edificación de casas de construcción propia por parte de obreros llegados de otras regiones españolas como Andalucía o Extremadura. En un principio se carecía de los servicios básicos como agua corriente, escuelas, servicio médico, calles asfaltadas o transporte y alumbrado público pero con el paso de los años el barrio se ha ido adecentando.

## Eventos y entidades
El barrio cuenta con una asociación de vecinos, varios centros educativos como la Escuela Juan XXIII que alberga educación infantil, primaria,educación secundaria, bachillerato y formación profesional(concertado),Escuela Bonavista (público), una guardería (pública), un centro cívico, un club de fútbol base, un centro de salud gestionado por CatSalut y un hogar del pensionista.

## Mercadillo de Buenavista
Todos los domingos en la explanada de Buenavista  se hace un gran y enorme mercadillo considerado el más importante de España y el segundo más grande de Europa en donde hay gran variedad y diversidad de puestos dedicados al sector textil y a la alimentación.

## Feria de Abril
El barrio acoge la última semana del mes de abril, una feria con varias carpas en representación y honor a Andalucía y atracciones para los más jóvenes, organizado por La Casa de Andalucía "Tarragona y Provincia"  y el Ayuntamiento de Tarragona, con una asistencia de unas 40 mil personas.

## Transporte
Las líneas 54,3 y 30 de la Empresa Municipal de Transportes de Tarragona(EMTT) conectan la ciudad de Tarragona con el barrio.